# Balrothery
Balrothery (Baile an Ridire en gaélique irlandais, c'est-à-dire « Ville du chevalier ») est un village et une paroisse civile du comté de Dublin en Irlande. Le village a historiquement été appelé Baile Ruairí (Ville de Ruairí) en gaélique. Il se situe à 28 km au nord de Dublin.
D'après le dernier recensement, Balrothery compte 2 282 habitants, soit une hausse annuelle de 2,1 % entre 2016 et 2022.

## Géographie
Le village est situé à 2 km au sud de Balbriggan sur la route R132 anciennement route N1 entre Dublin et Belfast.

## Histoire

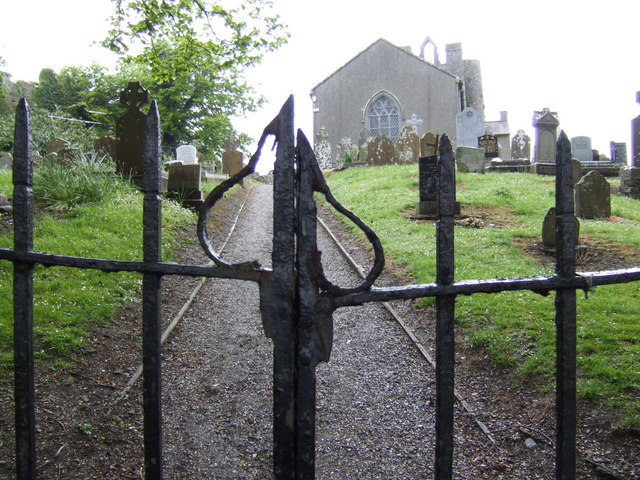
Entrée de l'église Saint-Pierre et du cimetière.

Balrothery est également le nom de deux anciennes baronnies de l'ancien comté de Dublin. Bien que largement obsolètes aujourd'hui, ces unités administratives trouvent leur origine dans l'invasion normande de l'Irlande. Une seule baronnie féodale, Balrothery, était détenue en 1343 par le chevalier Richard Costentyn qui en a fait un fief. C'est l'une des sept qui constituaient la suzeraineté de Fingal datant de 1208. Elle fut ensuite divisée en deux baronnies, Balrothery East et Balrothery West. 
Depuis 1994, la baronnie fait partie intégrante du comté moderne de Fingal. Le village et la paroisse civile sont situés à Balrothery East. À la limite sud se dresse la tour de l'église médiévale Saint-Pierre qui domine le village. Aujourd'hui désacralisée, elle a été transformée en centre du patrimoine local.

## Jumelages
- Landéan (France) depuis 1995.